# Laodice (nome)
Laodice  è un nome proprio di persona italiano femminile.

## Varianti in altre lingue
- Basco: Laodize
- Bulgaro: Лаодика (Laodika)
- Catalano: Laodice
- Francese: Laodicé
- Greco antico: Λαοδικη (Laodike)
- Greco moderno: Λαοδίκη (Laodikī)
- Inglese: Laodice
- Latino: Laodice[1]
- Polacco: Laodika
- Portoghese: Laódice
- Russo: Лаодика (Laodika)
- Serbo: Лаодика (Laodika)
- Slovacco: Laodiké
- Spagnolo: Laodice
- Ucraino: Лаодіка (Laodika)

## Origine e diffusione
Deriva dal greco antico Λαοδικη (Laodike), passato in latino come Laodice; è composto da λαος (laos, "popolo") e δικη (dike, "giustizia"), e significa quindi "giustizia del popolo". Il primo elemento del nome, assai comune nell'onomastica di origine greca, si ritrova anche in Nicola, Archelao, Carilao, Learco, Laerte e Menelao, mentre il secondo, meno diffuso, si riscontra in Euridice.
È portato da numerose figure della mitologia greca, fra le quali una figlia di Priamo ed Ecuba, ed era piuttosto comune tra le donne della dinastia dei seleucidi.

## Onomastico
L'onomastico può essere festeggiato il primo di novembre, festa di Ognissanti, non essendovi sante con questo nome che è quindi adespota.

## Persone
- Laodice I, prima moglie di Antioco II
- Laodice di Cappadocia, principessa del Ponto e regina della Cappadocia
- Laodice del Ponto, regina pontica